# Alina Bobrakowa
Alina Bobrakowa (ur. 18 czerwca 1997) – rosyjska skoczkini narciarska.
Na międzynarodowej arenie zadebiutowała 19 lutego 2013 w Râșnovie podczas zawodów zimowego olimpijskiego festiwalu młodzieży Europy, oddając skoki na odległość odpowiednio 55 m i 58,5 m skoczni średniej.
19 lutego 2013 zajęła dwudzieste pierwsze miejsce na zimowym olimpijskim festiwalu młodzieży Europy w konkurencji indywidualnej, po skokach na 55,0 i 58,5 metry. Dwa dni później zdobyła brązowy medal w konkurencji drużynowej, w której wystąpiła wraz z Ajsyłu Fachiertdinową, Aloną Sutiaginą i Kristiną Zakirową. 22 lutego wystartowała w konkursie drużyn mieszanych, tym razem wraz z Kristiną Zakirową, Siergiejem Szulajewem i Maksimem Migaczowem. Rosyjska drużyna zajęła wówczas piąte miejsce.
W 2014 w Czajkowskim zadebiutowała w Pucharze Świata. Wystąpiła w dwóch konkursach i w obu zajęła 45. miejsce.

## Zimowy olimpijski festiwal młodzieży Europy
| Miejsce | Dzień     | Rok  | Miejscowość | Skocznia                    | Punkt K | HS    | Konkurs        | Skok 1 | Skok 2 | Nota                  | Strata    | Zwycięzca      |
| ------- | --------- | ---- | ----------- | --------------------------- | ------- | ----- | -------------- | ------ | ------ | --------------------- | --------- | -------------- |
| 21.     | 19 lutego | 2013 | Râșnov      | Trambulina Valea Cărbunării | K-64    | HS-72 | indywid.       | 55,0 m | 58,5 m | 170,2 pkt             | 54,8 pkt  | Anna Rupprecht |
| 3.      | 21 lutego | 2013 | Râșnov      | Trambulina Valea Cărbunării | K-64    | HS-72 | druż.          | 57,5 m | 56,5 m | 658,7 pkt (171,4 pkt) | 154,2 pkt | Czechy         |
| 5.      | 21 lutego | 2013 | Râșnov      | Trambulina Valea Cărbunării | K-64    | HS-72 | druż. mieszana | 57,0 m | 55,5 m | 772,8 pkt (172,8 pkt) | 115,7 pkt | Czechy         |

## Puchar Świata

### Miejsca w poszczególnych konkursachPucharu Świata
| Sezon 2013/2014                                                                                      |              |              |             |             |         |         |     |     |         |         |            |            |        |        |      |       |         |        |
| Lillehammer                                                                                          | Hinterzarten | Hinterzarten | Czajkowskij | Czajkowskij | Sapporo | Sapporo | Zaō | Zaō | Planica | Planica | Hinzenbach | Hinzenbach | Râșnov | Râșnov | Oslo | Falun | Planica | punkty |
| - | -            | -            | 45          | 45          | -       | -       | -   | -   | -       | -       | -          | -          | -      | -      | -    | -     | -       | 0      |
| Legenda                                                                                              |              |              |             |             |         |         |     |     |         |         |            |            |        |        |      |       |         |        |
| 1 2 3 4-10 11-30 poniżej 30 q – zawodniczka nie zakwalifikowała się - – zawodniczka nie wystartowała |              |              |             |             |         |         |     |     |         |         |            |            |        |        |      |       |         |        |

## Puchar Kontynentalny

### Miejsca w klasyfikacji generalnej
| Sezon     | Miejsce |
| --------- | ------- |
| 2013/2014 | 37.     |

### Miejsca w poszczególnych konkursachPucharu Kontynentalnego
| Sezon 2013/2014                                              |          |       |       |       |       |        |
| Notodden                                                     | Notodden | Lahti | Lahti | Falun | Falun | punkty |
| 18                                                           | 22       | -     | -     | -     | -     | 22     |
| Legenda                                                      |          |       |       |       |       |        |
| 1 2 3 4-10 11-30 poniżej 30 - – zawodniczka nie wystartowała |          |       |       |       |       |        |